# Bagbander Tief
Die Bagbander Tief ist ein 17,41 Kilometer langer Fluss, den man in Ostfriesland auch Tief nennt. Der Fluss entspringt an der Ginsterstraße Wiesmoor-Hinrichsfehn und fließt von dort in westsüdwestlicher Richtung bis zur Mündung in das Boekzeteler Meer. Er zählt zum Fluss- und Niederungssystems des Fehntjer Tiefs im Einzugsgebiet der Ems und wird vom Sauteler Kanal durchschnitten. Mit seinem naturnahen und heute für Ostfriesland einmaligen Verlauf mit zahlreichen engen Mäandern gilt das Tief als typischer Geest- und Niedermoorbach und ist Bestandteil des Flora-Fauna-Habitat Gebietes (FFH) „Fehntjer Tief und Umgebung“.